# Kukariekowka (sielsowiet krupiecki)
Kukariekowka (ros. Кукарековка) – wieś (ros. деревня, trb. dieriewnia) w zachodniej Rosji, w sielsowiecie krupieckim rejonu rylskiego w obwodzie kurskim.

## Geografia
Miejscowość położona jest 2,5 km od centrum administracyjnego sielsowietu krupieckiego (Krupiec), 25,5 km od centrum administracyjnego rejonu (Rylsk), 130 km od Kurska.

## Demografia
W 2010 r. miejscowość zamieszkiwało 86 osób.